# Michal Miloslav Hodža
Michal Miloslav Hodža (Rakša, 22 settembre 1811 – Cieszyn, 26 marzo 1870) è stato un linguista, poeta e pastore protestante slovacco.
Fu un esponente del movimento nazionale slovacco: un membro della cosiddetta "trinità" insieme con Ľudovít Štúr e Jozef Miloslav Hurban. Era zio del politico Milan Hodža.

## Biografia

### Prima della rivoluzione
Michal Miloslav Hodža proveniva da una famiglia di allevatori-mugnai. Hodža studiò a Rakša, a Mošovce e successivamente nei licei di Banská Bystrica e di Rožňava. Fra il 1829 e il 1832 continuò gli studi, dedicandosi alla teologia, presso il collegio evangelico di Prešov. Fra il 1832 e il 1834 proseguì gli studi di teologia al liceo evangelico di Presburgo, l'odierna Bratislava. A Presburgo iniziò a collaborare con la Spoločnosti reči a literatúry československej ("Società di lingua e letteratura cecoslovacche"), di cui divenne vicepresidente. Fra il 1834 e il 1836 lavorò come insegnante a Rakša e a Podrečany. Nel frattempo e fino al 1837 continuò gli studi teologici a Vienna, dove ricevette il presbiterato nel 1837. Nella seconda metà degli anni 1830 scriveva su giornali educativi e didattici come Krasomil, Vedomil tatranský, Slovenské noviny e Slovenská včela. Fu anche coautore della supplica Prosbopis liptovského seniorátu per ripristinare il Dipartimento di lingua e letteratura cecoslovacche al liceo di Bratislava. Nel 1840 divenne decano del seniorato di Liptov e inviato ai conventi del distretto. Solo un anno dopo divenne membro della redazione del giornale evangelico Spěvník. Nel 1842, Hodža si stabilì nella parrocchia di Liptovský Mikuláš dove rimase salvo brevi interruzioni fino al 1866. Nello stesso 1842 divenne membro della deputazione degli studiosi evangelici slovacchi presso l'imperatore. Nell'estate del 1843 Hodža incontrò Ľudovít Štúr e Jozef Miloslav Hurban presso la parrocchia rurale di Hlboké: decisero allora di dare vita al moderno slovacco letterario e di pubblicare giornali slovacchi. Un secondo incontro si tenne l'anno successivo, questa volta ospitato da Hodža a Liptovský Mikuláš, dal 26 al 28 agosto 1844. In questa riunione il terzetto composto da Hurban, Štúr e Hodža fondò un'associazione culturale ed educativa, chiamata Tatrín, di cui Hodža divenne il primo presidente.

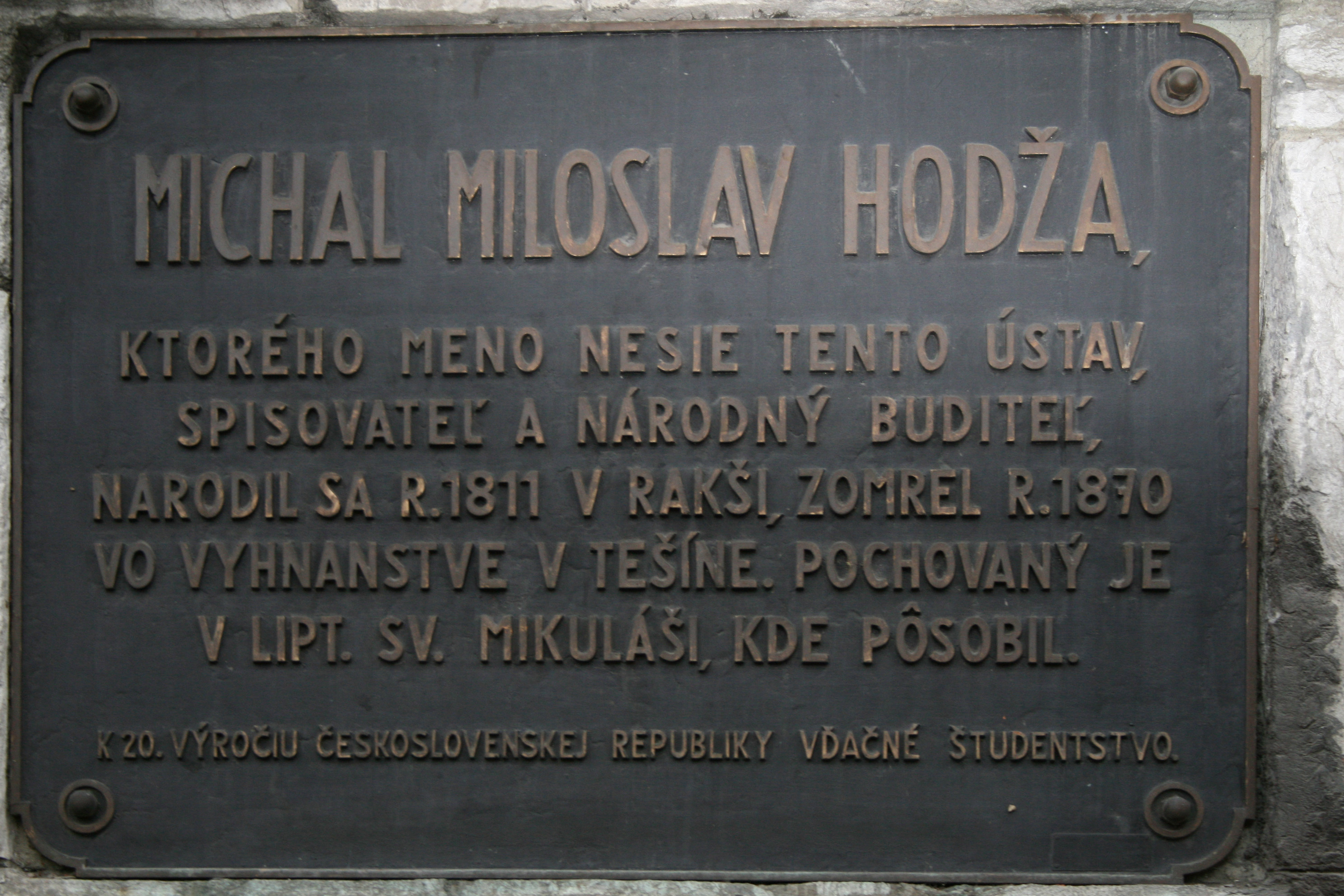
Targa commemorativa di Michal Miloslav Hodža a Liptovský Mikuláš.

### Gli anni della Rivoluzione
Durante il periodo rivoluzionario (1848–1849), Hodža partecipò attivamente al raduno dei patrioti (10–12 maggio 1848) a Liptovský Mikuláš. Durante l'incontro, a cui erano presenti anche Štúr e Hurban furono approvati tutti i 14 punti delle Petizioni del popolo slovacco, che contenevano proposte per assegnare agli Slovacchi lo status di nazione all'interno del Regno di Ungheria. Dopo la proclamazione della legge marziale, che fu la risposta alle Petizioni, Hodža decise di partire per Praga per evitare di essere incriminato come leader del movimento rivoluzionario. A Praga Hodža prese parte attiva alle negoziazioni del Congresso slavo (Slovanský zjazd) e nei preparativi all'insurrezione armata che ebbero luogo nell'estate. Fu membro del Consiglio nazionale slovacco e fu un volontario nell'insurrezione armata degli anni 1848-1849, combattendo a fianco dell'esercito imperiale austriaco, sebbene disapprovasse una risoluzione della questione nazionale mediante un conflitto armato. L'approccio militare era invece sostenuto apertamente da Štúr e da Hurban.

### Dopo la Rivoluzione
Dopo la sconfitta della ribellione ungherese tornò a Liptovský Mikuláš e fra il 1849 e il 1850 fu notaio nel comitato di Liptov. Si rifiutò di appoggiare la fazione ungherese, così che scelse di dimettersi dall'ufficio e di proseguire l'attività patriottica in campo ecclesiastico, sociale e culturale. Ciò lo condusse a nuovi conflitti e anche ad affrontare personalmente episodi di violenza. Fra il 1863 e il 1867 fu uno dei fondatori della Matica slovenská. Nel 1866 divenne vicario della chiesa evangelica di Martin. Tuttavia, in seguito alla sua partecipazione alla cosiddetta "guerra delle patenti", un conflitto interno alla Chiesa evangelica circa il rapporto con il potere dell'imperatore, fu sospeso e costretto a lasciare la sua parrocchia. Dal 1867 alla morte rimase in esilio a Cieszyn, dove si dedicò unicamente all'attività letteraria. Nei primi mesi del 1870 si ammalò e morì in breve tempo. Fu sepolto a Cieszyn, ma nel 1922 le sue spoglie furono traslate a Liptovský Mikuláš.

### L'attività di linguista
Attese alla riforma della lingua slovacca come era stata codificata da Ľudovít Štúr, difendendo l'impostazione basata sui dialetti della Slovacchia centrale. La riforma, nota con il nome di Hodža-Hattala, introdusse il principio etimologico nella linguistica slovacca. La sua opera principale in campo linguistico è Dobruo slovo Slovákom, súcim na slovo.

## Opere
- 1836 - Meč krivdy, poema epico
- 1838 - Úvod Sl. B. Kazatele do Cirkwe ewangelické Wrbicko-Swato-Mikulášské a Průwod téže Cjrkwe ...
- 1845 - Šenk pálenčený (Andraščík)
- 1845 - Něpi Pálenku" to ge „nezabi“. Kázeň, ktorú mau dňa 9. brezna 1845, w Nědělu smrtnú wo Wrbicko-swato-Mikulášskom Chráme Kň. M.M. Hodža ..., omelia
- 1847 - Dobruo slovo Slovákom, súcim na slovo, scritto in difesa dello slovacco
- 1848 - Epigenes slovenicus (Potomok slovenský)
- 1848 - Hlas k národu slovenskému, proclama
- 1848 - Větín o slovenčině
- 1848 - Der Slowak (Slovák), scritto indirizzato ai popoli non slavi, circa le rivendicazioni del popolo slovacco e il movimento nazionale slovacco
- 1856 - Matora, poema lirico-epico in 30 capitoli
- 1859 - Šlabikár
- 1860 - Prvá Čítnaka pre slovenské evanjelické a. v. školy
- 1862 - Slavomiersky, saggio filosofico-poetico
- 1862 - Dohowor o tom, čo sä robi w Cirkwi ewanjelickej augspurgského wyznania, wedený w Cirkwi ewanj. a.w. Wrbicko-Swäto-Mikulášskej
- 1862 - Dohovor druhy o tom, čo sa robí v Cirkvi Evanjelickej augšpurského vyznania ...
- 1863 - Protestant proti protestantským unistům v církvi evanjelické a.v. v Uhřích. Sv. 1
- 1866 - Unterthänigsten Promemoria über die Kirchlichen Angelengenhaiten in Ungarn bei den Slowaken der ev. lut. Confesions
- 1911 /1912 - Vieroslavín, poema ciclico in 5 parti
  - Mojslav
  - Rodoslav
  - Vlastislav
  - Miroslav
  - Vekoslav
- Elegie u hrobu Napoleona
- Polonofil
- Noc křivdy
- Slavění jara
- Leander

## Memoria
Gli è dedicata una grande piazza di Bratislava, Hodžovo námestie.